# Línia evolutiva de Scyther
Scyther i Scizor són personatges ficticis de la franquícia de videojocs de Pokémon

## Scyther
Scyther és una de les espècies que apareixen a la franquícia Pokémon. És de tipus bestiola i volador i evoluciona a Scizor.

## Scizor
Scizor és una de les espècies que apareixen a la franquícia Pokémon. És de tipus bestiola i acer.